# Lungtok Gjaco
Lungtok Gjaco (tyb. ལུང་རྟོགས་རྒྱ་མཚོ་, wylie: lung-rtogs-rgya-mtsho, ZWPY: Lungdog Gyaco; ur. 1805 lub 1806 zm. 1815), najwyższy inkarnowany lama szkoły Gelug buddyzmu tybetańskiego, dziewiąty dalajlama.
Urodził się pierwszego dnia dwunastego miesiąca roku Drewnianego Byka, w południowo-wschodniej prowincji kraju, Khamie. Jego ojciec, Dże Tenzin Czokjong, był naczelnikiem dystryktu Czokhor Gon. Matka, Dondrub Dolma, przy porodzie nie odczuwała żadnego bólu. Natychmiast po narodzinach chłopiec miał wyrecytować mantrę Om mani padme hum. Źródła tybetańskie mówią także o rozlegającej się wówczas samoistnie muzyce. Po pomyślnym przejściu kilku prób został uznany za najbardziej prawdopodobnego kandydata. Wskazówki udzielone przez wyrocznię Neczung potwierdziły przypuszczenia VII Panczenlamy Tenpai Nimy i innych zaangażowanych w poszukiwania dostojników. Za nową inkarnację Dalajlamy uznano go podczas testu przeprowadzonego w Lhasie w obecności panczenlamy, Kundelinga Rinpocze, ambanów cesarza chińskiego, VII Demo Tulku, Retenga Tri Rinpocze, a także ministrów i pomniejszych urzędników rządu tybetańskiego. Intronizacja odbyła się w dziewiątym miesiącu roku Ziemnego Smoka (1808). Zamieszkał w pałacu Potala w Lhasie. Niedługo po ceremonii wprowadzenia na tron otrzymał wstępne święcenia mnisie z rąk panczenlamy, który nadał mu wówczas imię Lungtok Gjaco (Ocean Przepowiedni). W tym samym roku zmarł regent, Tacak Ngałang Gonpo. Jego następcą został mianowany VII Demo Tulku Ngałang Lobsang Thubten Dżigme Gjaco.
W 1811 do Lhasy przybył z brytyjskich posiadłości w Indiach Thomas Manning. W ciągu kilku miesięcy wielokrotnie spotykał się on z młodym rinpocze. W prowadzonych zapiskach z podróży pozostawił kilka jego portretów (wszystkie zaginęły), a także opisy swoich spotkań z tym tulku.

Na początku 1815 dalajlama przeziębił się. Choroba przerodziła się w zapalenie płuc. Według jego oficjalnej biografii: 

w drugim miesiącu roku Drewnianej Świni zaczął przejawiać oznaki rychłego odejścia.

Zmarł w pozycji medytacyjnej szesnastego dnia drugiego miesiąca roku Drewnianej Świni. Rytuały pogrzebowe odprawił panczenlama. Zmumifikowane ciało chłopca złożono w złotej stupie w Potali.